# Sportanlage Buechenwald
Lo Sportanlage Büchenwald di Gossau è un impianto sportivo sito nell'omonima città del Canton San Gallo. L'impianto sportivo deve il suo nome alla vicina Büchenwaldallee.
Ospita le partite casalinghe delle squadre del F.C. Gossau su 5 campi differenti. Il campo principale, omologato per la Challenge League, ha 170 posti a sedere coperti e 4 500 posti in piedi.
Il complesso sportivo è stato ampliato progressivamente nel tempo e ospita perciò:
- un campo omologato nel 1962 per le partite di 2. Lega di dimensioni 90 x 60, 800 spettatori in piedi;
- un campo in erba artificiale omologato nel 2006 per le partite di 1. Lega di dimensioni 100 x 64, 1 000 spettatori in piedi;
- un campo omologato nel 1998 per le partite di 2. Lega di dimensioni 100 x 64, 800 spettatori in piedi;
- un campo omologato nel 1998 per le partite di 2. Lega di dimensioni 90 x 60, 880 spettatori in piedi.

## Storia
Il campo fu inaugurato il 18 maggio 1952 realizzando il solo terreno di gioco. Successivamente, nel 1973 fu realizzato l'impianto di illuminazione e due anni dopo le gradinate scoperte. 
Nel 1993 la gradinata principale fu coperta per i 170 posti a sedere. L'anno successivo il campo per destinazione fu allungato fino a 100 metri per permettere l'omologazione a partite del campionato di NLB.
Con l'aumento delle squadre giovanili nel 1998 furono realizzati altri due terreni di gioco omologati per la 2. Lega. Nel 2004 furono costruiti sul lato est dell'impianto i nuovi spogliatoi e infine nel 2006 la realizzazione di un nuovo campo in erba artificiale.